# Ria de Aldán
La Ría de Aldán est une crique galicienne , qui fait partie de l'ensemble des Rías Baixas et plus précisément de la Ria de Pontevedra.

## Géographique
La ria d'Aldán a une forme triangulaire et est située à l'extrémité de la péninsule de Morrazo, avec son embouchure à l'extrémité de la ria de Pontevedra. La rivière qui se jette au début de l'anse est l'Orxas .

## Population
Trois paroisses civiles se trouvent sur ses rives: Beluso (appartenant à la commune de Bueu ) et O Hío et Aldán (appartenant à la commune de Cangas ). Elle a un port de pêche, Aldán, et un port de plaisance à O Hío.

## Plages
La ria d'Aldan a de nombreuses plages, dont plusieurs avec un pavillon bleu. Sur les côtes d'Aldán se trouvent les plages de San Cibrán, Areacova, Francón, Menduíña et Lagoelas. À Beluso se trouvent Area de Bon, Lagos et Ancoradoura. À Hío, Vilariño, Castiñeiras et Areabrava se distinguent. Les plages qui ont reçu le pavillon bleu à au moins une occasion sont Menduíña, Areabrava et Vilariño.